# Kadzjaran
Kadzjaran (Armeens: Քաջարան) is een stad in de provincie Sjoenik in het zuiden van Armenië. De stad telt in 2009 ongeveer 9500 inwoners. De afstand naar de provinciehoofdstad Kapan bedraagt amper 25 kilometer.

## Economie
De stad is de thuisbasis voor de Zangezur koper en Molybdeen kombinat.

Abovjan · Agarak · Achtala · Alaverdi · Aparan · Ararat · Armavir · Artasjat · Artik · Artsvasjen · Asjtarak · Berd · Bjoeregavan · Dastakert · Darakert · Dilidzjan · Dzjermoek · Etsjmiadzin · Gavar · Goris · Gjoemri · Hrazdan · Idzjevan · Jechegnadzor · Jegvard · Kadzjaran · Kapan · Maralik · Martoeni · Masis · Megri · Metsamor · Nojemberjan · Nor Hatsjen · Odzoen · Sevan · Sisian · Sjamloeg · Spitak · Stepanavan · Talin · Tasjir · Toemanjan · Tsachkadzor · Tsjambarak · Tsjarentsavan · Vajk · Vanadzor · Vardenis · Vedi · Jerevan